# Toksične težke kovine
Toksične težke kovine so vse relativno goste kovine, ki so znane po svoji potencialni toksičnosti, še posebej v naravnem okolju. Izraz ima posebno vlogo za kadmij, živo srebro, svinec, arzen, saj spadajo v seznam Svetovne zdravstvene organizacije destih kemikalij velikega zdravstvenega pomena. Drugi primeri vključujejo mangan, krom, kobalt, nikelj, baker, cink, selen, srebro, antimon in talij.
Težke kovine najdemo v zemlji. Postanejo koncentrirane kot posledica človeške dejavnosti in lahko preidejo v rastline, živali in človeška tkiva pri vdihavanju, prehranjevanju in njihovemu premeščanju ali uporabi. Potem pa se lahko v telesu vežejo in posegajo v delovanje vitalnih celičnih komponent. Toksični učinki arzena, živega srebra in svinca so poznali že naši predniki, ampak metodične študije toksičnosti nekaterih težkih kovin pa poznalo od leta  1868. Nekatere elemente sicer štejemo za strupene, vendar so v majhnih količinah bistvenega pomena za zdravje ljudi.